# Всемирный Кубок чемпионов по волейболу среди мужчин 1993
Первый розыгрыш Всемирного Кубка чемпионов по волейболу среди мужчин прошёл с 23 по 28 ноября 1993 года в Токио и Осаке (Япония) с участием 6 национальных сборных команд. Обладателем Кубка стала сборная Италии.

## Команды-участницы
Япония — команда страны-организатора;
Италия — чемпион Европы 1993;
Южная Корея — чемпион Азии 1993;
Куба — чемпион Северной, Центральной Америки и Карибского бассейна 1993;
Бразилия — чемпион Южной Америки 1993;
США — по приглашению организаторов турнира.

## Система проведения
6 команд-участниц розыгрыша Всемирного Кубка чемпионов провели однокруговой турнир, по результатам которого определены итоговые места.

## Результаты
| М | Команда     | 1   | 2   | 3   | 4   | 5   | 6   | И | В | П | С/П  | О  |
| - | ----------- | --- | --- | --- | --- | --- | --- | - | - | - | ---- | -- |
| 1 | Италия      |     | 3:2 | 3:1 | 3:1 | 3:0 | 3:0 | 5 | 5 | 0 | 15:4 | 10 |
| 2 | Бразилия    | 2:3 |     | 3:1 | 3:1 | 3:1 | 3:0 | 5 | 4 | 1 | 14:6 | 9  |
| 3 | Куба        | 1:3 | 1:3 |     | 3:1 | 3:0 | 3:1 | 5 | 3 | 2 | 11:8 | 8  |
| 4 | Япония      | 1:3 | 1:3 | 1:3 |     | 3:1 | 3:0 | 5 | 2 | 3 | 9:10 | 7  |
| 5 | США         | 0:3 | 1:3 | 0:3 | 1:3 |     | 3:2 | 5 | 1 | 4 | 5:14 | 6  |
| 6 | Южная Корея | 0:3 | 0:3 | 1:3 | 0:3 | 2:3 |     | 5 | 0 | 5 | 3:15 | 5  |

Осака
23 ноября
Бразилия — Куба 3:1 (8:15, 15:10, 15:8, 15:6); Италия — Южная Корея 3:0 (15:5, 15:9, 15:9); Япония — США 3:1 (15:12, 13:15, 15:10, 15:11).
24 ноября
Италия — Япония 3:1 (8:15, 15:9, 15:12, 15:13); Бразилия — США 3:1 (4:15, 15:13, 15:13, 15:8); Куба — Южная Корея 3:1 (15:10, 13:15, 15:8, 15:8).
Токио
26 ноября
Италия — США 3:0 (15:5, 15:7, 15:8); Бразилия — Южная Корея 3:0 (15:9, 15:12, 15:7); Куба — Япония 3:1 (9:15, 15:2, 15:12, 15:13).
27 ноября
Италия — Бразилия 3:2 (8:15, 17:15, 15:13, 13:15, 15:11); Куба — США 3:0 (15:7, 15:6, 15:9); Япония — Южная Корея 3:0 (15:9, 15:13, 15:12).
28 ноября
Италия — Куба 3:1 (15:10, 15:9, 9:15, 15:13); США — Южная Корея 3:2 (8:15, 10:15, 15:7, 15:8, 15:13); Бразилия — Япония 3:1 (15:8, 15:8, 7:15, 15:11).

## Итоги

### Положение команд
| Италия         |
| Бразилия       |
| Куба           |
| 4. Япония      |
| 5. США         |
| 6. Южная Корея |

### Призёры
Италия: Марко Браччи, Клаудио Галли, Андреа Гардини, Андреа Джани, Паскуале Гравина, Андреа Дзордзи, Лука Кантагалли, Давиде Беллини, Лоренцо Бернарди, Микеле Пазинато, Дамьяно Пиппи, Паоло Тофоли. Главный тренер — Хулио Веласко.
  Бразилия.
  Куба.